# Praise the Names of the Musical Assassins
Praise the Names of the Musical Assassins (česky Chvalte jména hudebních vrahů) je kompilační album rakouské death metalové kapely Pungent Stench (štiplavý smrad). Vydáno bylo v listopadu 1997 hudebním vydavatelstvím Nuclear Blast dva roky po rozpadu kapely. Album obsahuje raritní materiál z dema Mucous Secretion, 7-palcového EP Extreme Deformity, split-LP s Disharmonic Orchestra plus další lahůdky.
Album obsahuje i 24-stránkový booklet se záznamem mnoha koncertů kapely, žalobou za obscénnost obalů, mnoho fotografií a kompletní diskografii.

## Obal
Na originálním obalu CD se nachází divan (pohovka), na kraji sedí lidský skelet (kostra). Na divanu leží i mladá nahá žena v bujaré náladě, palcem u nohy šťourá do oční jamky v lebce skeletu.
Druhá cenzurovaná verze je pouze černá plocha s názvem kapely Pungent Stench nahoře a názvem CD Praise the Names of the Musical Assassins dole.

## Seznam skladeb
1. "Pulsating Protoplasma" – 2:51
2. "Dead Body Love" – 4:00
3. "Miscarriage" – 2:20
4. "In the Vault" – 3:00
5. "Rip You without Care" – 3:40
6. "Festered Offals" – 2:54
7. "Pungent Stench" – 2:20
8. "Extreme Deformity" – 4:05
9. "Mucous Secretion" – 2:53
10. "Molecular Disembowelment" – 5:26
11. "The Ballad of the Mangled Homeboys" – 3:30
12. "Daddy Cruel" – 3:32
13. "Tony" – 4:05
14. "Madcatmachopsychoromantik" – 9:15
15. "Extreme Deformity" – 5:15
16. "Festered Offals" – 2:59
17. "Pulsating Protoplasma" – 2:41
18. "Pungent Stench" – 2:28
19. "Embalmed in Sulphuric Acid" – 1:58

Skladby 1–5 pochází ze split-LP s Disharmonic Orchestra; skladby 8–10 jsou z EP Extreme Deformity; skladby 6–7 a 11–14 jsou z různých kompilací; skladby 15–19 jsou z dema Mucous Secretion.